# Eupithecia panda
Eupithecia panda là một loài bướm đêm trong họ Geometridae. Nó được tìm thấy ở Costa Rica và Peru.